# محمد سعيد سمتر
محمد سعيد سمتر "جعليى" (بالصومالية: Maxamed Siciid Samatar (Gacaliye))‏ سياسي صومالي.
وُلد ونشأ في بلدة ورطير في المنطقة الصومالية بإثيوبيا في 5 سبتمبر 1928، شارك محمد سعيد ستمر منذ صغره في مساعي التحرر من الاستعمار حيث انضم عام 1947 إلى رابطة الشباب الصومالية، المناهضة للاحتلال البريطاني. عمل مدرسا في مدارس ابتدائية، ثم عمل في إذاعة بي بي سي القسم الصومالي وإذاعة مقديشو، وانتقل إلى العاصمة الإيطالية روما عام 1958 بعد تعيينه مسؤولاً في قسم إفريقيا في هيئة الإذاعة والتلفزيون الإيطالية راي.
درس محمد العلوم السياسية خلال وجوده في روما، وحصل على الدكتوراه في العلوم السياسية من جامعة روما سابينزا في فبراير 1964، والتحق بعدها بوزارة الخارجية الصومالية، واعتُمد سفيراً لدى المجموعة الاقتصادية الأوروبية في بروكسل وشغل المنصب في الفترة ما بين 1964 و1966، ثم منصب سفير لدى إيطاليا ومنظمة الأغذية والزراعة (الفاو) في روما في الفترة ما بين 1969 و 1974، ثم سفيرا لدى فرنسا بين عامي 1974 و 1979.
كان محمد سعيد سمتر أحد مهندسي استقلال جيبوتي عن فرنسا في عام 1977، وعُين لاحقًا وزير دولة للشؤون الرئاسية في العاصمة الصومالية مقديشو عام 1979 وتولى مسؤولية العلاقات مع القوى الغربية في سياق إقليمي ودولي حساس، إلا أنه قدم استقالته بعدها بعامين في سبتمبر 1981.
التزم محمد سعيد سمتر بالحياد في بداية الحرب الأهلية الصومالية، إلا أنه ساهم لاحقًا في تأسيس الجبهة الوطنية الصومالية وكان على علاقة جيدة بالعديد من القادة الإثيوبيين الذين تولو السلطة بعد سقوط نظام منغيستو في مايو 1991، وبشكل خاص مع الرئيس ميليس زيناوي.
يعتبر أحد السياسيين الصوماليين المعتدلين، وكان عاشقًا للفنون والفنانين وداعمًا لها، قبل وأثناء الحرب الأهلية، وألف العديد من الكتب والقصائد والأغاني الشهيرة.
توفي في 8 مارس 1995 في سكو بفرنسا، بعد صراع مع سرطان الكبد ودفن في مقبرة ثيايس في باريس في 13 مارس 1995.